# Römische Kamille
Die Römische Kamille (Chamaemelum nobile) ist eine Pflanzenart der Korbblütler (Asteraceae). Sie wird ähnlich wie die Echte Kamille als Heilpflanze verwendet.

## Merkmale

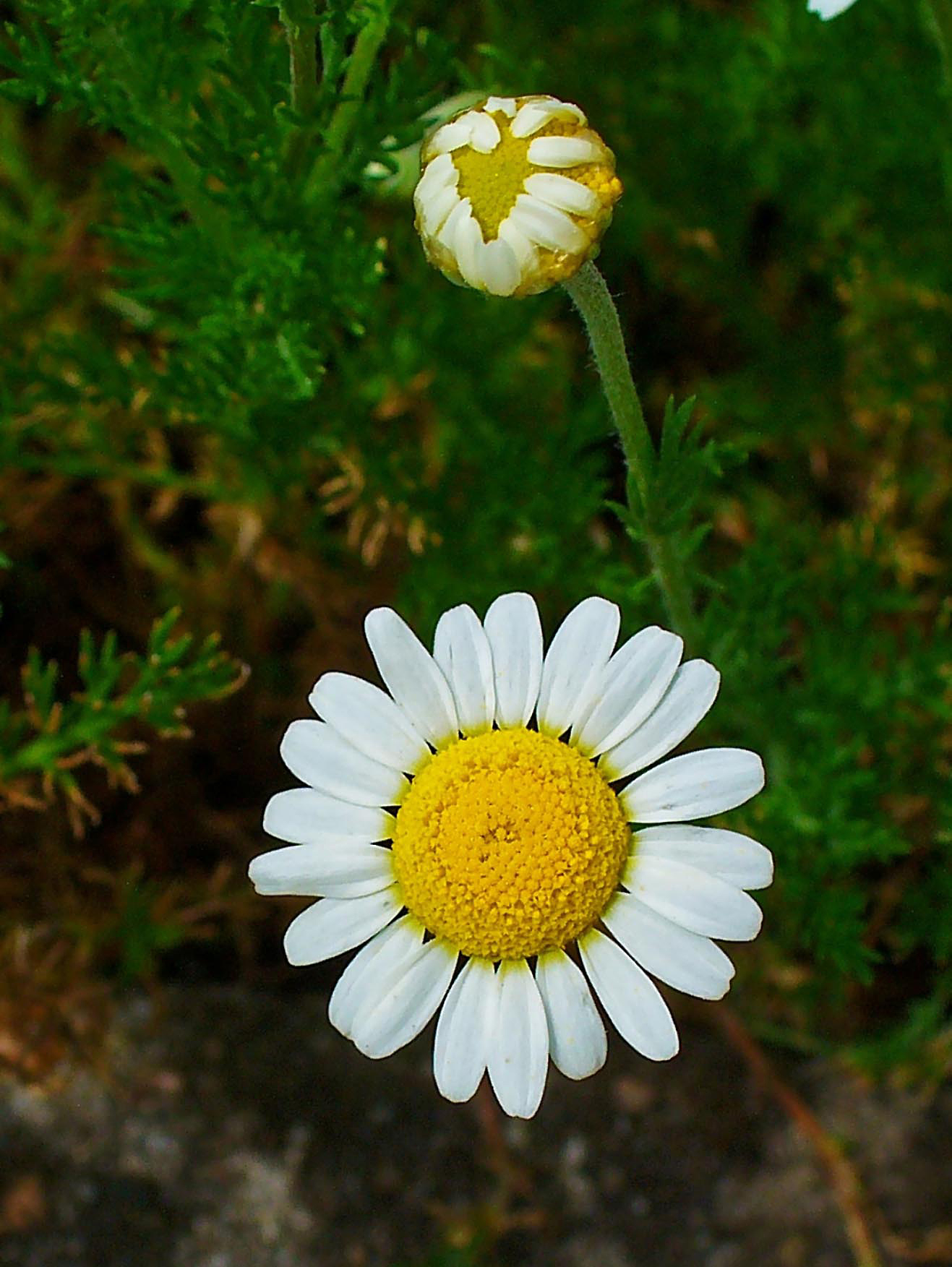
Blütenköpfchen

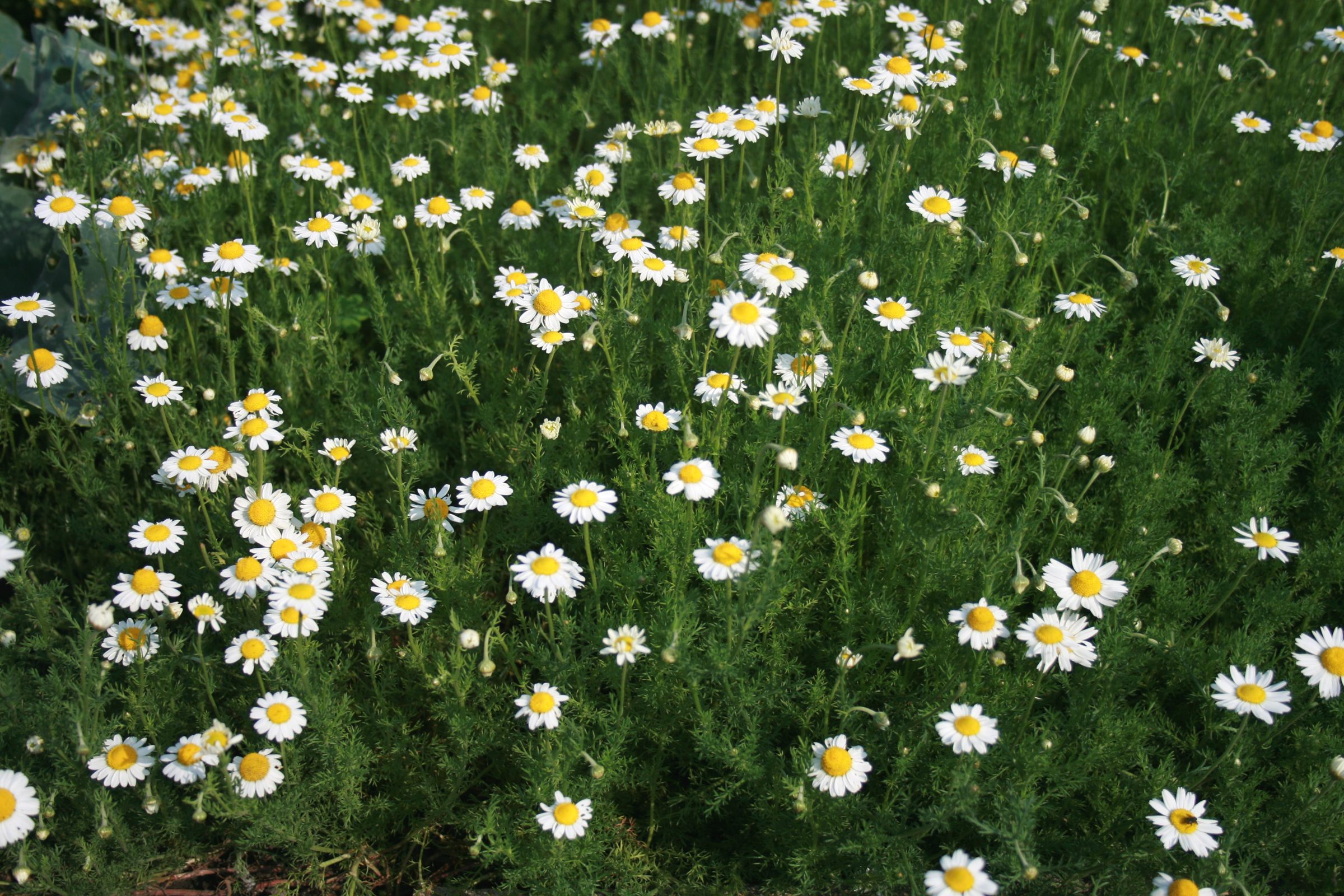
Römische Kamille

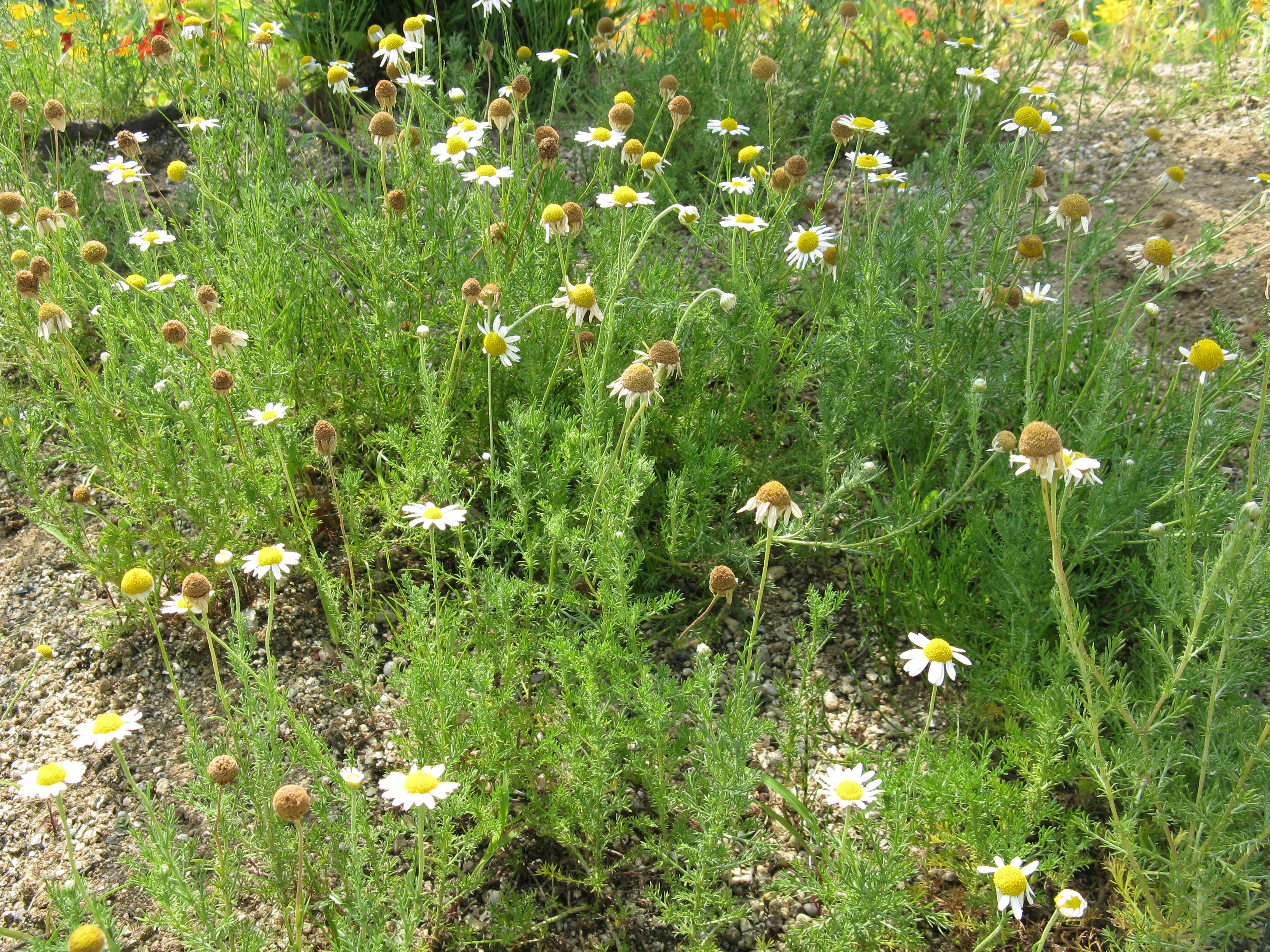
Römische Kamille (Chamaemelum nobile)

Die Römische Kamille ist eine ausdauernde, krautige Pflanze, die intensiv aromatisch riecht. Sie erreicht Wuchshöhen von 15 bis 30 cm, ist zerstreut behaart und hat verzweigte Blütensprosse und kurze sterile Sprosse.
Die Blätter sind sitzend, haben einen länglichen Umriss und sind zwei- bis dreifach fiederschnittig. Die einzelnen Abschnitte sind linealisch und spitz.
Die Blütenköpfchen stehen einzeln endständig und sind lang gestielt. Ihr Durchmesser beträgt 18 bis 25 mm. Die Hülle der Körbchen ist 4 bis 6 mm lang und halbkugelig. Die Hüllblätter stehen in wenigen Reihen, sind länglich bis verkehrt-eiförmig, angedrückt behaart, grün, breit und mit einem durchscheinenden Hautrand. Der Boden der Köpfchen ist kegelförmig und markig. Die Spreublätter sind spatelförmig, stumpf und haben einen grünen Mittelstreifen und einen durchsichtigen Rand.
Die Zungenblüten sind weiblich, rund 10 mm lang und weiß. Recht häufig fehlen sie auch. Die Röhrenblüten haben eine gelbe Krone, die am Grund rundum eine schiefe Aussackung besitzt. Die Blütezeit ist Juli bis Oktober.
Die Früchte sind rund 1 bis 1,3 mm lang, haben einen rundlichen Querschnitt und sind glatt und bräunlich.
Die Chromosomenzahl beträgt 2n = 18.

## Inhaltsstoffe
Die Römische Kamille enthält vor allem Sesquiterpenlactone, hauptsächlich Nobilin. Daneben Flavonoide, (−)-Pinen, Limonen und Bisabolol.

## Verbreitung
Die Art kommt in Westeuropa vor, nördlich bis Nordirland. Ihr ursprüngliches Verbreitungsgebiet umfasst die Azoren, Marokko, Algerien, Portugal, Spanien, Frankreich, Großbritannien, Irland und die Kanalinseln. In Madeira ist die Art ein Neophyt; sie kommt aber in einigen weiteren Ländern Europas als unbeständig eingeschleppt vor. In Mitteleuropa sind ihre östlichsten Vorkommen in Belgien.

## Systematik
Synonyme für Chamaemelum nobile (L.) All. sind: Anthemis nobilis L., Ormenis nobilis (L.) J. Gay und Chamomilla nobilis (L.) Godr.

## Trivialnamen
Für die Römische Kamille sind oder waren, neben einfach Kamille (oder mittelhochdeutsch camille bzw. -lateinisch camomilla) zum Teil nur regional, auch die Bezeichnungen die alleredelst Chamill, Gartenkamille (Schweiz), Härmelchen (Meißen), Kuhmelle (Franken), Romer, Romey und Tramilbenblume gebräuchlich.

## Nutzung

### Medizin

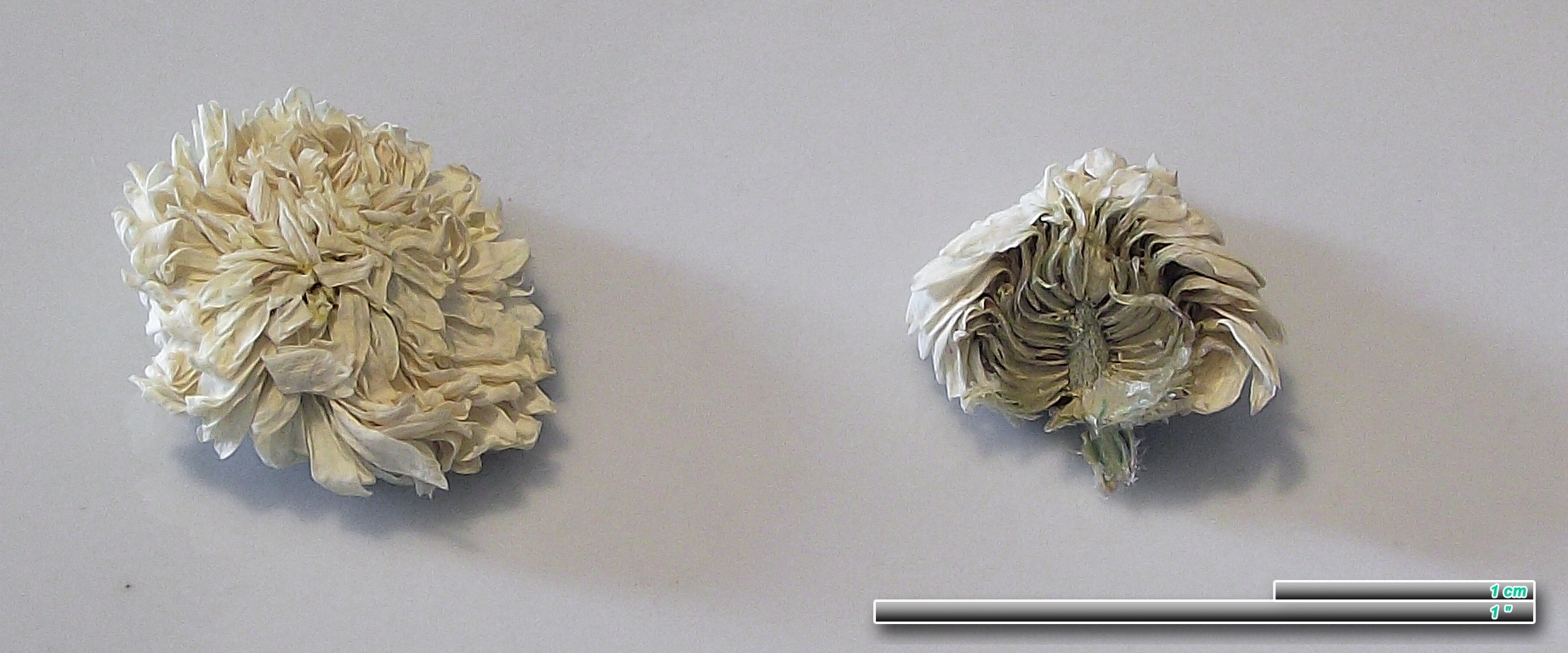
Römische Kamille in Form der Blütendroge (Chamomillae romanae flos)

Die Römische Kamille wird in Westeuropa, besonders in Frankreich, Belgien und Großbritannien, wie die Echte Kamille verwendet. Verwendet werden die Blütenköpfchen, die als Droge (Chamomillae romanae flos) einen Mindestgehalt an ätherischen Ölen aufweisen müssen. Anwendungsgebiete sind – wiederum vor allem in Westeuropa – Menstruationsbeschwerden und als Karminativum bei Verdauungsproblemen. Weiters bei Nervosität, Hysterie und allgemeiner Schwäche. Äußerliche Anwendungen (Aufgüsse) erfolgen zur Wundspülung, bei Entzündungen etwa im Mundbereich.
Mit warmen Aufgüssen kann blondes Haar aufgehellt werden.

### Gartenbau

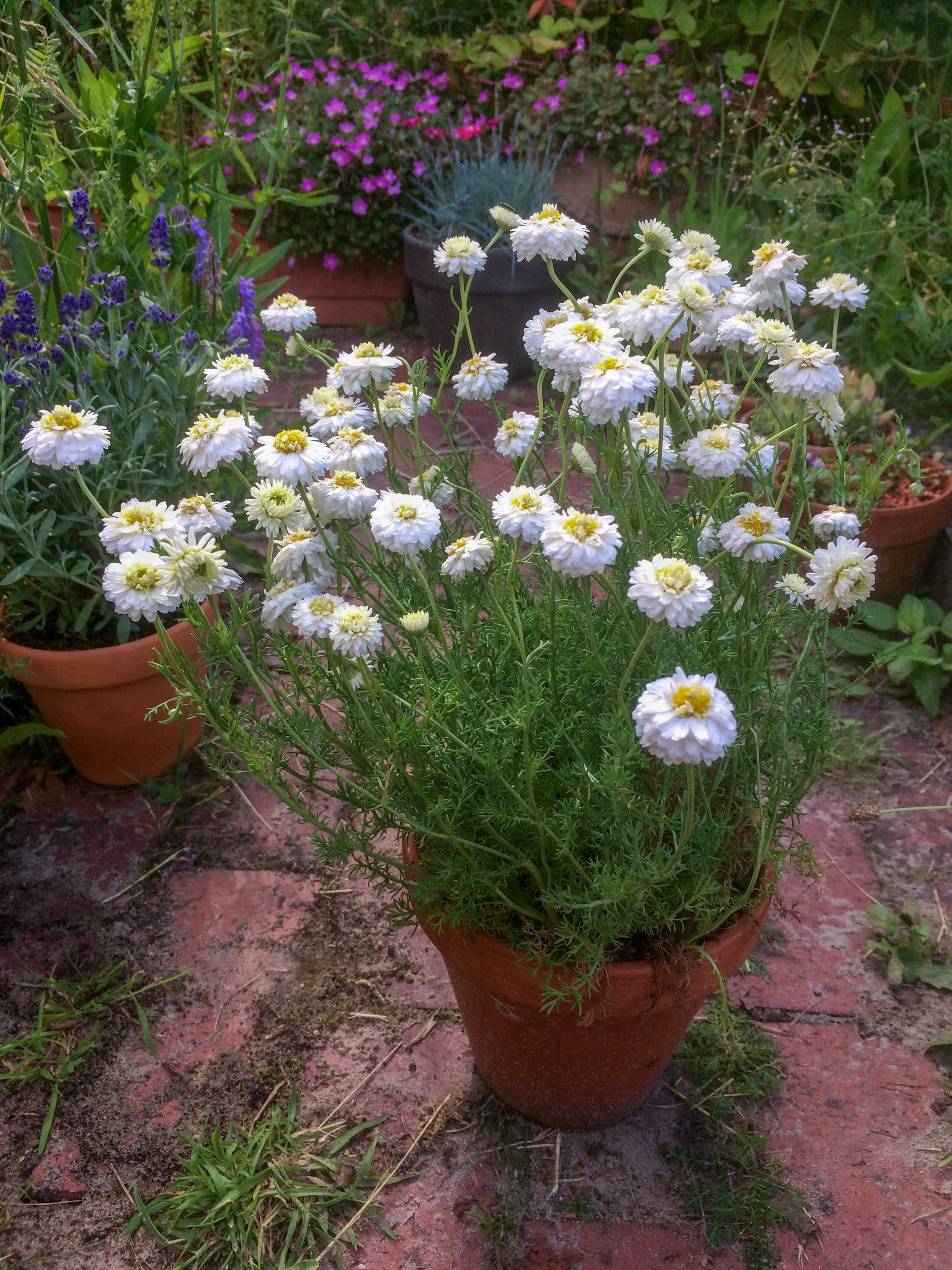
Der gefüllt blühende Kultivar der römischen Kamille. (Chamaemelum nobile „Pleno“)

Es sind zwei Kulturformen der Römischen Kamille bekannt:
- die nicht blühende Englische Rasenkamille (Chamaemelum nobile „Treneague“).
- die Römische Rasenkamille (Chamaemelum nobile v. ligulosa, Chamaemelum nobile „Pleno“, Chamaemelum nobile „Flore Pleno“) mit weißen Blüten.

Beide sind gut geeignet, um einen Duftrasen anzulegen. Anstelle von Rasen werden flache, duftende Kräuter wie die Rasenkamillen gepflanzt. Diese breiten sich von selbst aus und bilden dichte Polster.
Beide Sorten sind steril. Stattdessen breiten sie sich über Bodentriebe aus, die schnell Wurzeln bilden.